# Weihrauch HW 88
Der Weihrauch HW 88 Super Airweight ist ein Schreckschussrevolver von Weihrauch & Weihrauch.

## Beschreibung
Der Weihrauch HW 88 Super Airweight wurde dem Revolver Arminius HW 22 der Hermann Weihrauch Revolver GmbH nachempfunden. Dadurch, dass der HW 88 überwiegend aus Aluminiumwerkstoffen gefertigt wurde, gilt er als einer der leichtesten Schreckschussrevolver. Weihrauch hat die Produktion des HW 88 im November 2024 eingestellt.

### Aufbau
Der Schreckschussrevolver Weihrauch HW 88 Super Airweight (PTB-Nummern 659 und 888) ist ein Trommelrevolver mit seitlich ausschwenkbarer Trommel und einem kurzen Lauf. Der Rahmen entspricht von den Abmessungen her dem J-frame von Smith & Wesson, was es ermöglicht, Griffschalen und Holster dieser Modelle zu verwenden. Das Griffstück des HW 88 besteht aus Aluminium und trägt den Schriftzug "Airweight". Die Trommel ist ebenfalls aus Aluminium und trägt den Schriftzug "Super Airweight". Nahezu alle wichtigen Funktionsteile sind beim HW 88 jedoch aus Stahl gefertigt, unter anderem der Abzug, der Hahn, der Schlagbolzen, der Ausstoßer, der Schwenkarm ist aus Zinkdruckguss.
Der HW 88 verfügt über einen sehr leichtgängigen Double-Action-Abzug, der Hahn kann wahlweise für Single-Action vorgespannt werden. Durch eine Fallsicherung wird verhindert, dass der Hahn auf den Schlagbolzen treffen kann, wenn die Waffe herunterfällt.
Ursprünglich war der HW 88 in zwei verschiedenen Ausführungen, in schwarz eloxiert und im Stainless-Look, jeweils wahlweise mit Kunststoff- oder Echtholzgriffschalen erhältlich. Die Produktion der silberfarbenen Version wurde jedoch Mitte 2018 aufgrund von Vorgaben durch die REACH-Verordnung eingestellt. Das aktuelle Modell wird nur noch in schwarz eloxiert und mit Echtholzgriffschalen ausgeliefert. Wie auch das Vorbild HW 22 trägt der HW 88 unter dem Schieber zur Trommelentriegelung den Arminius-Schriftzug. Der HW 88 wird mit einem Abschussbecher für 15 mm Signalmunition sowie einem Einsatz zum Schutz des Gewindes (M10 × 1,5) im Lauf ausgeliefert.

### Varianten
Der nicht mehr produzierte HW 88 Airweight (PTB-Nummer 315) hat eine Trommel aus Stahl und wiegt damit 380 Gramm. Diese Variante hat einen größeren Trommelspalt als die Nachfolgemodelle.